# Herbert Heidtmann
Herbert Heidtmann (* 16. April 1928 in Derschlag; † 18. April 2013 in Gummersbach) war ein deutscher Politiker, ehrenamtlicher Landrat und Landtagsabgeordneter (SPD).

## Leben und Beruf
Nach dem Besuch der Volksschule und des Gymnasiums studierte er Germanistik und Geographie an der Universität Köln. Er legte das erste und das zweite Staatsexamen für das Lehramt an Gymnasien ab. Anschließend war er im Schuldienst tätig, zuletzt als Leiter des Dietrich-Bonhoeffer-Gymnasiums in Wiehl. 1963 wurde Heidtmann Mitglied der SPD. Er war in zahlreichen Gliederungen der SPD vertreten und war u. a. Vorsitzender des SPD-Unterbezirks des Oberbergischen Kreises. Ab 1965 war er Mitglied der Gewerkschaft Erziehung und Wissenschaft.
Er war verheiratet und hatte zwei Kinder. Der Jazzmusiker Stefan Heidtmann ist sein Sohn.

## Abgeordneter
Vom 30. Mai 1985 bis zum 31. Mai 1995 war Heidtmann Mitglied des Landtags des Landes Nordrhein-Westfalen. Er wurde jeweils im Wahlkreis 026 Oberbergischer Kreis II direkt gewählt. Dem Kreistag des Oberbergischen Kreises gehörte er von 1975 bis 1989 und ab 1994 an. Von 1994 bis 1999 war Heidtmann Landrat des Kreises. Ab 1964 war er Mitglied des Rates der Stadt Bergneustadt und von 1979 bis 1984 dort Bürgermeister.

## Sonstiges
1991 wurde Heidtmann das Bundesverdienstkreuz I. Klasse verliehen.